# Orelle
Orelle is een gemeente in het Franse departement Savoie (regio Auvergne-Rhône-Alpes) en telt 394 inwoners (2005). De plaats maakt deel uit van het arrondissement Saint-Jean-de-Maurienne. Vanuit het gehucht Francoz, een kilometer ten oosten van de hoofdplaats, vertrekt een kabelbaan naar het wintersportgebied Les 3 Vallées in het hooggebergte.

## Geografie
De oppervlakte van Orelle bedraagt 64,8 km², de bevolkingsdichtheid is 6,1 inwoners per km².
De onderstaande kaart toont de ligging van Orelle met de belangrijkste infrastructuur en aangrenzende gemeenten.

## Demografie
Onderstaande figuur toont het verloop van het inwonertal (bron: INSEE-tellingen).